# Moschino
Moschino (pronunție în italiană [moˈskiːno]) este o casă de modă lux italiană, specializată în accesorii din piele, încălțăminte, bagaje și parfumuri. A fost fondată în 1983 de către Franco Moschino.

## Legături externe
- Official homepage
- Franco Moschino
- it  Collezione Cheap and Chic Autunno Inverno 2007/2008 Arhivat în 22 iulie 2011, la Wayback Machine.
- {http://stylegods.com/15-brands-you-have-been-enunciating-wrong-brand-pronunciation}%5Bnefuncțională+–+%5D